# Скнарин, Анатолий Андреевич
Анатолий Андреевич Скнарин (10 июля 1940, Ростов-на-Дону — 21 декабря 2020, Ростов-на-Дону) — советский и российский скульптор, заслуженный художник РФ (2004).

## Биография
Родился 10 июля 1940 года в Ростов-на-Дону.
Выпускник Ростовского художественного училища им. Грекова (1957—1961). Позже учился в Московском Суриковском институте.
Произведения А. А. Скнарина во многом определяют облик Ростова и уже давно стали неотъемлемой частью городского пейзажа.
До настоящего времени являлся президентом Ростовского регионального отделения Общероссийской общественной организации «Творческий союз художников России».
Анатолия Скнарина в Ростове-на-Дону прозвали «наш Церетели».
В 2014 году награждён медалью «За доблестный труд на благо Донского края».
Скульптор скончался 22 декабря 2020 года в Ростове-на-Дону.

## Некоторые произведения
Анатолий Скнарин — автор памятников «Тачанка» (установлен под Ростовом), «Ростовчанка» (Ростов-на-Дону, набережная Дона), героям Ростовской стачки 1902 года (Ростов-на-Дону, над Камышевахской балкой), шаров-светильников и памятника А. П. Чехову (Ростов-на-Дону, Пушкинская улица), бюст Суворова (Ростов-на-Дону, перекрёсток переулка Университетский и улицы Суворова), бюст Ушакова и другие.
В июле 2008 года «Комсомольская правда» опубликовала заметку, где сообщалось, что авторство установленного в Батайске оригинального барельефа, изображающего женскую грудь и лежащую на ней мужскую руку, принадлежит А. А. Скнарину. Однако сам А. Скнарин опроверг эту информацию, утверждая, что его именем просто воспользовались.

Некоторые работы
Памятник И. А. Бондаренко
Памятник А. В. Суворову
Памятник «Тачанка»